# Dieta
Dieta (z stgr. δίαιτα diaita – „styl życia”) – sposób odżywiania. Potocznie używane nieprawidłowo, w stosunku do diet odchudzających.
Termin dieta, stosowany w nauce o żywieniu człowieka ma różne znaczenia. Ogólnie wyróżnia się 4 rodzaje diet:
- dieta zwyczajowa (naturalna) – powszechny w danej społeczności sposób odżywiania się. W medycynie dietę tego rodzaju nazywa się dietą podstawową.
- dieta alternatywna – przyjęty w sposób świadomy sposób odżywiania się mający na celu rezygnację ze stosowania niektórych pokarmów i metod ich przygotowania (np. wegetarianizm). Do diet alternatywnych zalicza się również diety eliminacyjne.
- dieta lecznicza, dieta terapeutyczna – żywienie, w którym z przyczyn zdrowotnych zmodyfikowano podaż składników energetycznych i substancji odżywczych. Diety tego rodzaju są niezbilansowane w stosunku do potrzeb żywieniowych zdrowego człowieka, ale ich okresowe stosowanie ma uzasadnienie terapeutyczne. W medycynie pod nazwą dieta rozumie się dietę leczniczą.
- dieta doświadczalna – specjalnie skomponowane pożywienie wykorzystywane w badaniach żywieniowych, które mogą być prowadzone na zwierzętach laboratoryjnych lub ludziach.

Wyróżnia się również dietę modyfikowaną lub inaczej dietę podstawową modyfikowaną. Jest to dieta, która zawiera wszystkie składniki odżywcze i energetyczna, ale zmieniona jest jej konsystencja na przykład: dieta papkowata, dieta płynna oraz dieta do żywienia przez zgłębnik lub przetokę.

## Diety alternatywne
Pewną popularnością cieszą się alternatywne diety niskowęglowodanowe, zalecające większe spożycie tłuszczów i białek. W Polsce jest to tzw. dieta Kwaśniewskiego (zwana też przez zwolenników żywieniem optymalnym), w innych krajach popularna jest podobna dieta Atkinsa. Diety te stoją jednak w ostrej sprzeczności z powszechnie akceptowanymi przez większość ośrodków naukowych zajmujących się kwestiami zdrowego odżywiania, zasadami prawidłowej diety. Np. Komitet Terapii Wydziału VI Nauk Medycznych Polskiej Akademii Nauk uważa, że dieta Kwaśniewskiego jest „wybitnie szkodliwa dla zdrowia”.
Rodzaj diety ma wpływ na rozwój próchnicy. Dieta bogata w węglowodany zwiększa ryzyko niekorzystnych reakcji chemicznych w obrębie płytki nazębnej, co zwiększa kariogenność. Najlepszymi pokarmami minimalizującymi ryzyko próchnicy są pokarmy twarde (sery, orzechy, warzywa), oraz nie zawierające sacharozy - zamiast tego lepsze są zastępcze słodziki[niewiarygodne źródło?]. Wbrew jednak temu, dowiedziono, że rodzynki (wyjątkowo bogate w węglowodany), mogą hamować rozwój próchnicy. Niewykluczone że w odniesieniu do innych owoców suszonych zachodzi podobna sytuacja.
Jedną z popularnych diet jest dieta wegańska, ściśle związana z ogółem diet wegetariańskich, zakładająca odrzucenie wszelkich produktów pochodzenia zwierzęcego. Niskotłuszczowa dieta wegańska bardzo korzystnie wpływa na kontrolę stężenia glukozy we krwi, oraz na cały układ krwionośny (m.in. znaczny spadek "złego" cholesterolu LDL) osób z cukrzycą. Jest skuteczniejsza niż diety zwykle polecane dla takich osób. Zostało to wielokrotnie potwierdzone badaniami klinicznymi.
Istotną czynnością dla każdej diety jest jej zbilansowanie, zatem dieta powinna zawierać wszystkie składniki odżywcze niezbędne dla prawidłowego funkcjonowania organizmu. W przypadku diet eliminujących całe grupy składników odżywczych (np. nabiał w diecie paleolitycznej) istnieje wysokie ryzyko niedoborów niezbędnych składników odżywczych. Z tego powodu modne diety sezonowe zwykle nie należą do zbilansowanych, a ich długie stosowanie może prowadzić do patologicznych niedoborów, a nawet chorób (np. anemia, osteomalacja, szkorbut).

## Typy diet
| Typ jedzenia      | Mięsożerca | Wszystkożerca | Pescowegetarianizm | Wegetarianizm | Weganizm | Witarianizm | Dieta muzułmańska | Dieta hinduska | Dieta koszerna | Dieta paleolityczna |
| ----------------- | ---------- | ------------- | ------------------ | ------------- | -------- | ----------- | ----------------- | -------------- | -------------- | ------------------- |
| Owoce             |            |               |                    |               |          |             |                   |                |                |                     |
| Warzywa           |            |               |                    |               |          |             |                   |                |                |                     |
| Warzywa skrobiowe |            |               |                    |               |          |             |                   |                |                |                     |
| Zboża             |            |               |                    |               |          |             |                   |                |                |                     |
| Mięso drobiowe    |            |               |                    |               |          |             |                   |                |                |                     |
| Ryby              |            |               |                    |               |          |             |                   |                |                |                     |
| Owoce morza       |            |               |                    |               |          |             |                   |                |                |                     |
| Wołowina          |            |               |                    |               |          |             |                   |                |                |                     |
| Wieprzowina       |            |               |                    |               |          |             |                   |                |                |                     |
| Jajka             |            |               |                    |               |          |             |                   |                |                |                     |
| Nabiał            |            |               |                    |               |          |             |                   |                |                |                     |
| Orzechy           |            |               |                    |               |          |             |                   |                |                |                     |